# 1990 YM
1990 YM är en asteroid i huvudbältet som upptäcktes den 23 december 1990 av de båda japanska astronomerna Seiji Ueda och Hiroshi Kaneda i Kushiro.
Asteroiden har en diameter på ungefär 13 kilometer.